# Данія на зимових Олімпійських іграх 2014
Данія на зимових Олімпійських іграх 2014 року у Сочі буде представлена 12 спортсменами у 3 видах спорту.